# 2013年巴楚县“4·23”暴力恐怖袭击事件

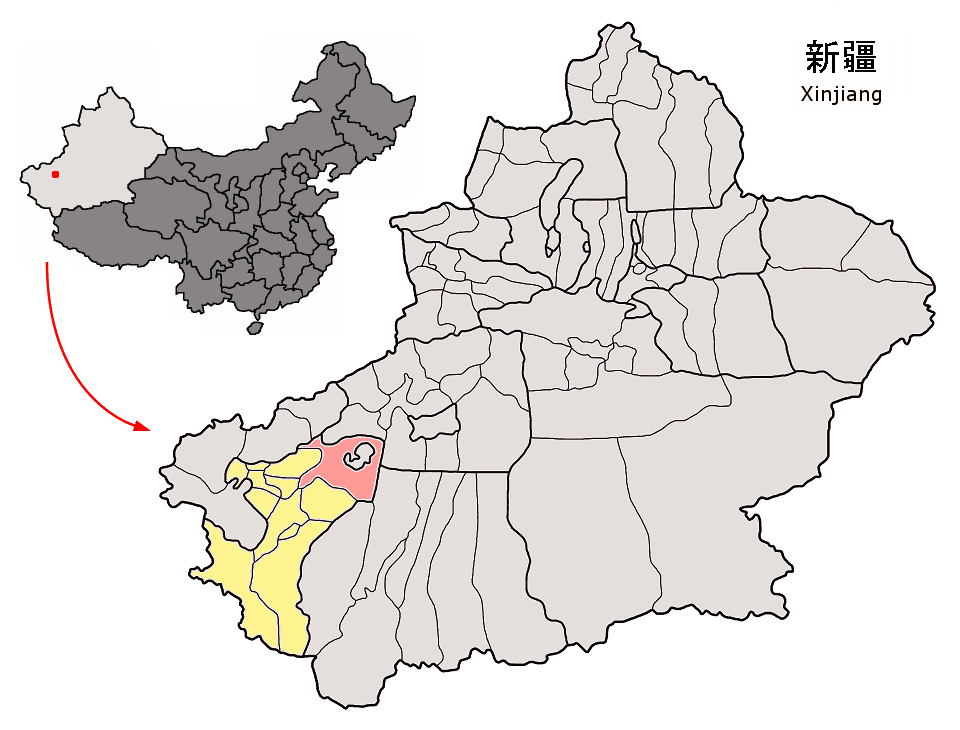
巴楚县（■图中淡红）位于喀什地区（■图中浅黄）东北部

2013年巴楚县“4·23”暴力恐怖袭击事件，是指于2013年4月23日在中国新疆维吾尔自治区西南部喀什地区巴楚县西南色力布亚镇发生的一宗暴力袭击事件，中国官方将此事件定性为“恐怖袭击”。

## 经过
据中共巴楚县党委宣传部称，4月23日下午13时30分，3名社区工作人员走访镇内民居时，在一所居所内发现可疑刀具与人士，随后通过电话转报上级，其后被隐蔽室内的几名暴徒控制。当地派出所接獲警报后，随同社区管理人员前往调查，赶赴现场时遭到居室内外的暴徒的袭杀，室内被控制的3名社区工作人员被杀害。赶来的众人遭到多名暴徒持1.2米长的刀具伏击，唯一携带手枪的派出所所长發射全部6颗子弹後仍然未能夠突围，众人被逼進一間房间。暴徒随后堵死房门，灌入汽油，并且纵火将众人烧死。遇害者中包括蒙古族的色力布亚镇副镇长孙超。最后继续施暴的暴徒被警察击毙，合共6人，其余8人被逮捕。事件造成15位社区工作人员和警察殉職（其中维吾尔族10人、汉族3人、蒙古族2人）、2人受伤（均为维吾尔族），共21人死亡。烧毁房屋11间。
4月29日天山网公布的细节称，木沙·艾山、艾尼瓦尔·阿布都热依木、买买提明·巴拉提、买买提明·马合木提、艾比布拉·巴拉提等人自2012年9月以来开始参加喀斯木·买买提组织的地下讲经班，观看宗教极端和暴恐内容的音视频，形成了以喀斯木·买买提为头目的团伙。当年12月初，喀斯木·买买提带领众人及家人集中至巴楚县色力布亚镇分散租住，并与大家在家中进行体能训练，模仿视频练习杀人技巧。2013年3月初，喀斯木·买买提与众人筹备活动经费，制造爆炸装置、头套、遥控器等，3月中旬，制造了8把大刀，先后进行5次试爆活动，并预谋这年夏天在喀什市人员密集的公共场所“干大事”。4月23日上午10时许，喀斯木·买买提命买买提明·马合木提、艾尼瓦尔·阿布都热依木在买买提明·巴拉提家制火药，自己与其他人在附近干活。13时许，买买提明·巴拉提、艾比布拉·巴拉提返回家时遇见社区工作人员和警察入户走访，艾比布拉·买买提借口取钥匙向喀斯木·买买提等人报信。喀斯木·买买提等5人随即乘坐摩托车赶回，将木沙·艾山出租房内的大刀等分发给大家，在买买提明·巴拉提家附近观察情况，当看到制爆物品被发现、制爆人员被控制后，喀斯木·买买提带领团伙成员冲进院内，与院内成员对在场社区干部及民警进行砍杀。镇派出所所长开枪击毙暴徒1名、击伤1名，3名社区女干部被杀害，其余9人被逼至房内，暴徒向屋内泼洒汽油并纵火，致全部遇难。后赶来的乡镇干部及民警相继遭伏击，民警击毙暴徒1名，1名乡镇干部遇害，2名民警重伤不治身亡。此后，4名暴徒冲出巷道打砸烧毁车辆，在冲击镇政府时1人被击毙，另3人劫持一辆三轮摩托车转而冲向派出所，将派出所档案室和民警宿舍点火焚烧，被击毙。

## 傷亡情況
- 死亡民警、社区工作人员名单（共15人）[7]
  - 塔伊尔·艾海提、张立山、任昌举、古丽巴努木·吐尔逊、刘旭亮、努尔买买提·吐尔逊、买买提明·吾尔力、米热姑丽·玉素普、孙超（色力布亚镇副镇长、蒙古族）、艾克白尔·艾尼玩、库尔班江·吐逊、买买提明·阿布力米提、刘牧、月热古丽·买买提、努热买买提·艾买提
- 有6名嫌犯被击毙，8人被捕[8]

## 事后

### 警方破案
4月24日，中共新疆维吾尔自治区党委发言人侯汉敏表示，警察仍然在深入调查案件，初步认为此為一起暴力恐怖事件。侯汉敏於4月24日接受《环球时报》采访时表示，“恐怖分子不会在意受害者的民族、国籍，不会在意是官是民，这如同波士顿马拉松赛恐怖袭击者是美国公民，在美国有自己的家庭，加拿大恐怖分子准备袭击从多伦多开往纽约的列车一样。恐怖分子是全世界一切爱好和平者的共同敌人。”一名不愿透露姓名的新疆安全官员表示，“极端恐怖势力从来就是相互勾连的，如东伊运恐怖组织从成立之日起就与基地组织有关联，分享补给后勤”。他还说，“波士顿恐怖袭击事件、加拿大刚破获的恐怖阴谋、法国驻利比亚使馆遇袭，以及新疆刚发生的这起事件，你或许无法从它们之间找到直属的组织关系，但恐怖势力一定会在全球范围内相互呼应。”
2013年4月29日天山网称，截至4月28日，以喀斯木·买买提、艾比布拉·巴拉提为首所有成员全部归案。逃往喀什、巴州和乌鲁木齐等地的11人全部落网，警方查获20枚爆炸装置，3面“圣战”旗帜，以及大量制爆原料、管制刀具、习武器材和非法宗教宣传品等。约七个月后，2013年11月16日，当地再次发生一起类似的暴力恐怖袭击事件。

### 国际组织和媒体的反应
世界維吾爾人大會發言人迪里夏提称事件为「中國當局在搜查維吾爾人家中時，過程粗暴並開槍打死一名維族青年，隨後引發衝突，後來中國進行武裝鎮壓，進而造成無辜人員傷亡」。世界维吾尔代表大会主席热比娅接受英国广播公司采访中认为这起暴力事件是因为“中国政府的镇压政策”所造成的。
美国国务院代理副发言人文特雷尔於4月24日表示：“我们深切关注到有关报道，新疆暴力冲突导致21人死亡。我们将继续密切监控形势，我们对暴力事件造成伤亡感到遗憾，并将鼓励中国政府采取措施缓和紧张局势、促进新疆长期稳定。我们敦促中国当局对事件展开全面透明的调查，并向所有中国公民，包括维吾尔人，提供正当程序的保护。这不仅是依据中国宪法，也是依据《国际人权公約》。”
一些西方媒体认为事件只是“一贯动荡的中国西部又一起暴力冲突”，其“恐怖性质”仅是中国官方的一种描述。4月24日，英国《卫报》引述人权观察成员贝克林的发言，质疑巴楚县发生的是否是恐怖行为：“中国总是就恐怖主义发布未经证实的声明，这不是说新疆没有发生暴力活动，但我们在定性恐怖事件时需要更谨慎。”美国《基督教科学箴言报》甚至表示中国对巴楚事件的报道存在疑云，“一些人认为，北京故意夸大恐怖威胁是为了让其对新疆的铁腕管理变得更正义”。奥地利《信使报》则称，“血腥冲突扯开（新疆）旧战壕”。

### 評論
2013年巴楚县“4·23”暴力恐怖事件发生后，长期关注宗教极端思想的學者艾力亚·阿不拉稱，对于巴楚县此次事件中被割喉殺害的3位维吾尔族社区女干部，一些维吾尔族人不但不同情，反而稱“那些女人”“死后上不了天堂，一定会下火狱。”一些维吾尔族人不但排斥在政府任职的维吾尔族人，甚至排斥立場親政府的维吾尔族人。艾力亚认为，这是部分维吾尔族人将对政府和社会的不满，都转移到了这些人身上。
新疆维吾尔自治区克孜勒苏柯尔克孜自治州的维吾尔族律师尼加提曾大量经手類似案件，他聲稱据他观察，在2013年至2014年新疆发生的暴力恐怖案件中，大多数受害人均为维吾尔族人，包括2013年巴楚县“4·23”暴力恐怖袭击事件、2013年鄯善县“6·26”暴力恐怖袭击事件，以及之前未公开报道的大量案件。参与这些暴力恐怖事件的人，一般都带有濃厚的宗教背景。尼加提观察到，这些人不认可任何民族，包括维吾尔族，他们认为世界上仅有两个群体：穆斯林、异教徒。这些人明确不认可任何“世界维吾尔代表大会”之类的世俗性维吾尔族分离主义组织，更不认可热比娅，这些人认为未来会跟“那個女人”（热比娅）打仗。

### 审判
2013年8月12日，新疆维吾尔自治区喀什地区中级人民法院对巴楚“4·23”暴力恐怖案件中木萨·艾散等5名被告人一审公开开庭审理并当庭宣判，分别以组织、领导恐怖组织罪、非法制造爆炸物罪、故意杀人罪数罪并罚，判处被告人木萨·艾散死刑，剥夺政治权利终身；以参加恐怖组织罪、故意杀人罪数罪并罚，判处被告人热合曼·吾甫尔死刑，剥夺政治权利终身；以参加恐怖组织罪、非法制造爆炸物罪数罪并罚，判处被告人拜克热·外力无期徒刑，剥夺政治权利终身；以参加恐怖组织罪分别判处被告人吾斯曼·买买提、塔依尔·吾布力有期徒刑九年六个月，剥夺政治权利三年；有期徒刑九年，剥夺政治权利三年。